# Gijsbert Schotte Gerhard van Fridagh
Gijsbert Schotte Gerhard baron De Freijtag Fridagh (Ankum (Ov.), 25 december 1800 - Zwolle, 11 augustus 1876) was een Overijssels provincieambtenaar en lid van de Algemene Rekenkamer.
Van Fridagh was een zoon in het gezin met 6 jongens en 2 meisjes van de provinciaal bestuurder en patriot Gijsbert Lucas Geerlig van Fridagh en Dirkje Bartelink. Zijn oudste broer zou lid worden van de Gedeputeerde Staten van Overijssel. Van Fridagh werd in 1822 baron en was provinciaal ambtenaar bij de Griffie in Zwolle, en werd in 1840 in het kader van de grondwetsherziening gekozen tot buitengewoon lid van de Tweede Kamer der Staten-Generaal voor Overijssel. In december 1841 werd hij benoemd tot lid van de Algemene Rekenkamer, waar hij vijftien jaar lid van zou blijven.
Van Fridagh bleef ongehuwd.